# バッシニャーナの戦い (1745年)
バッシニャーナの戦い（バッシニャーナのたたかい、イタリア語: Battaglia di Bassignana）は、オーストリア継承戦争中の1745年9月27日に行われた戦闘。フランスとスペインの連合軍がサルデーニャ王国とオーストリア軍に勝利した。

## 経過
フランスとスペインの軍勢は2年間の戦役を経てようやく合流した。両軍の巧妙な行軍でオーストリア軍2万5千人はピアチェンツァへの撤退を余儀なくされ、サルデーニャ軍は孤立した。その結果、サルデーニャ軍は倒された。
スペイン軍とジェノヴァ共和国から派遣された強力な援軍はトルトーナ、パルマ、ピアチェンツァなど一連の城塞を落とし、ミラノをも脅かした。オーストリア軍がミラノの守備に動いたことで、サルデーニャ王カルロ・エマヌエーレ3世率いる軍勢5万5千は孤立無援となり、ガージェ伯爵に敗れた。

## その後
フランス軍はサルデーニャを完全に屈服させようとしたが、ガージェ伯爵はその意見に反してロンバルディアへ進軍、12月16日カザーレとミラノの町を占領した。ミラノの城塞のみが攻撃に耐えた。直後にはローディとコモも降伏、1745年末にはロンバルディア全体がマントヴァとミラノの城塞を除いてスペインとフランスの手に落ちた。
今やオーストリア軍にはスペインの進軍を止めるだけの力がなく、カルロ・エマヌエーレ3世に戦争を継続させることもできなくなり、イタリア戦役はマリア・テレジアにとって壊滅的な結果となった。イタリアにおけるオーストリア軍を補強するにはプロイセン王国と講和して第二次シュレージエン戦争を終わらせる必要がある。カルロ・エマヌエーレ3世はフランスのルネ＝ルイ・ド・ヴォワイエ・ド・ポルミー・ド・ダルジャンゾンと条約締結に向けて交渉を再開した。
そして、ドレスデン条約で第二次シュレージエン戦争が終結すると、オーストリアはマクシミリアン・ウリセス・ブロウネ伯爵率いる軍勢3万をイタリアに派遣、フランスとサルデーニャの交渉は決裂した。翌年のピアチェンツァの戦いではフランスとスペインが敗れ、バッシニャーナの勝利をふいにした。